# Arnaud Massy
Pour les articles homonymes, voir Massy.

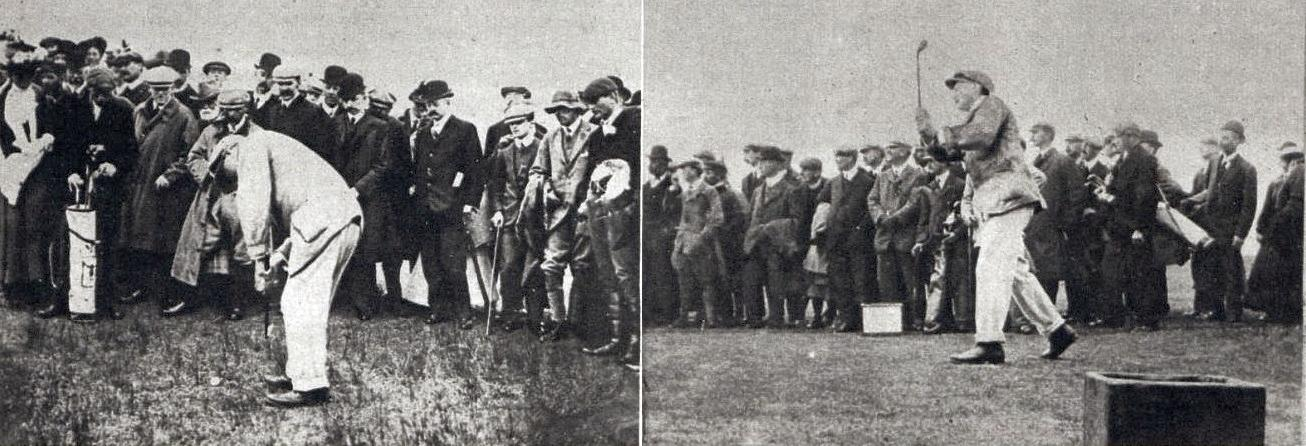
Arnaud Massy, vainqueur du British Open en 1907.

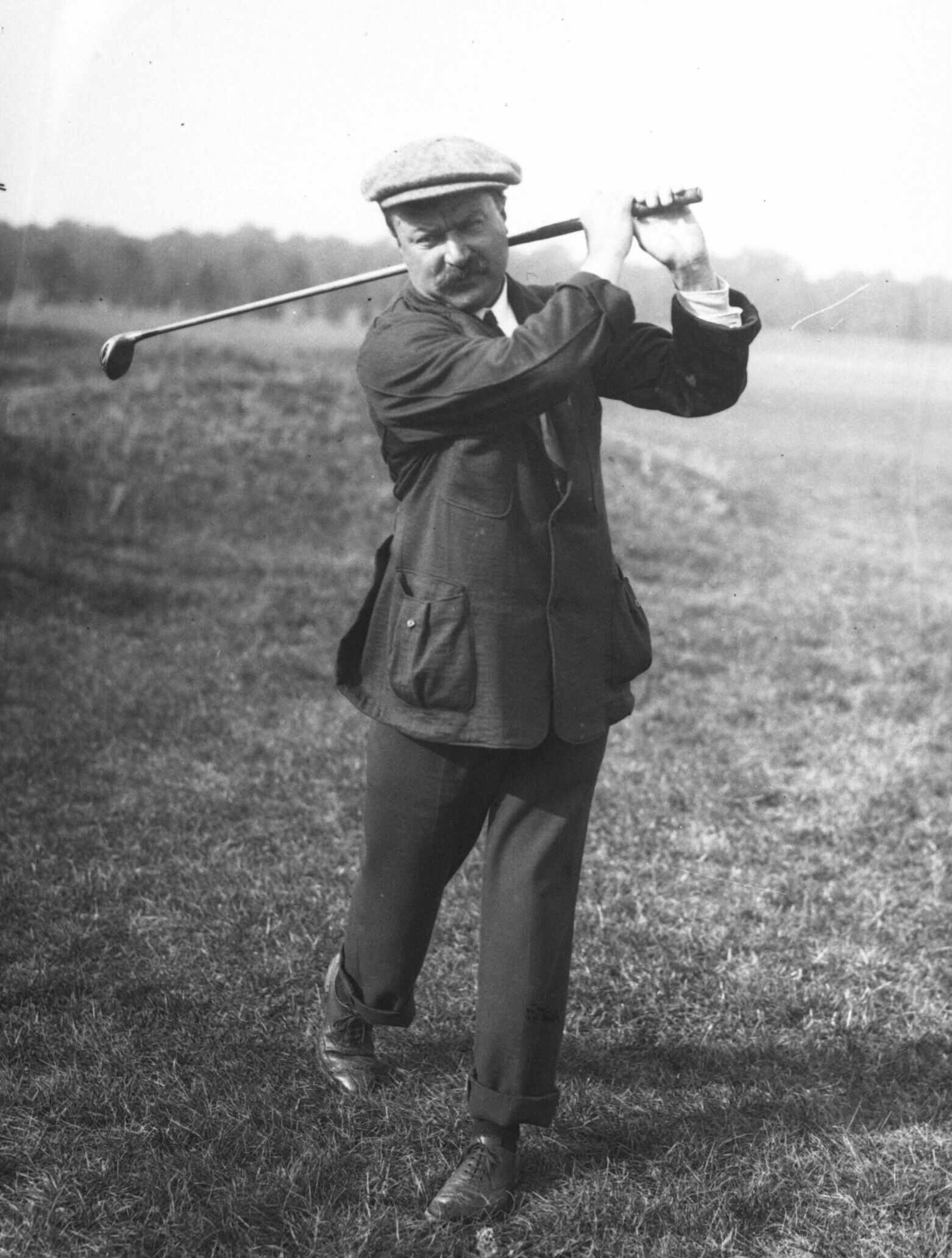
Arnaud Massy le 13 octobre 1913 à Chantilly, pour les championnats de France.

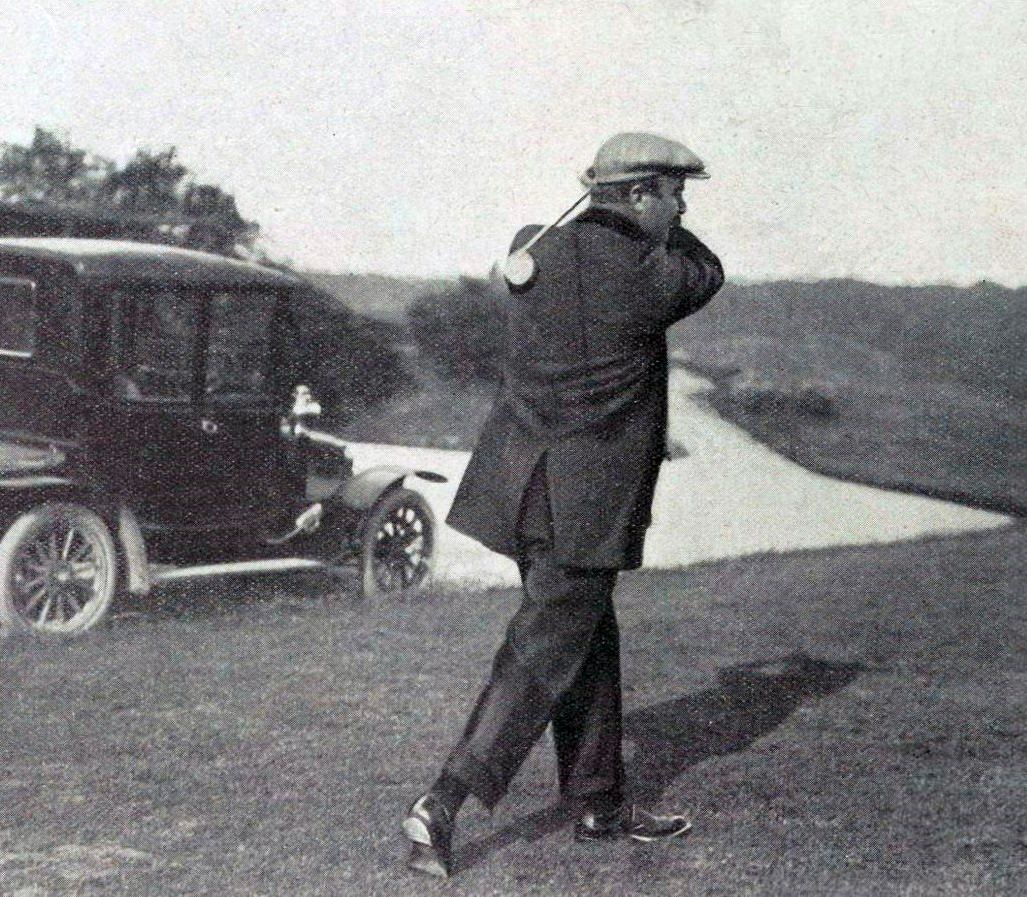
Arnaud Massy, champion de France professionnel à La Boulie en mai 1914.

Arnaud Massy (parfois orthographié Massey), né le 6 juillet 1877 à Biarritz et mort le 16 avril 1950 à Étretat à 72 ans, de 1,76 m pour 80 kg, est un joueur de golf français, considéré par beaucoup comme le plus grand joueur de l'histoire de ce sport en France.

## Biographie
Ancien mousse sur un sardinier à 14 ans, joueur de pelote basque, et caddie, il devint professeur du Golf Club de Paris.
Au golf du Phare à Biarritz, il rencontre Everard Hambro, un banquier écossais assez bon joueur, qui le fait venir en 1896 au North Berwick New Club, club écossais situé près de Muirfield à l'âge de 19 ans. De 1896 à 1899, il y perfectionne son jeu, devenant professionnel à North Berwick en 1899. il dispute son premier British Open à Hoylake en 1903, année où il épouse Janet Punton Henderson, alors opératrice téléphonique.
Il fait ses débuts dans ce sport en France en 1902. C'est en 1906, au golf de Paris, devenu depuis La Boulie, que se déroule le premier championnat international de France Omnium. Il est remporté par Arnaud Massy, qui va récidiver en 1907, 1911 et 1925. Massy est le premier Européen non britannique à remporter l'Open britannique. Vainqueur en 1907, il reste le seul Français à avoir remporté le tournoi et pu brandir le Claret Jug, une aiguière en argent remise au vainqueur.
Le 19 décembre 1907, il bat en défi singulier sur les links de Deal James Braid, champion de Grande-Bretagne professionnel (match play). 
En 1910, il publie le Golf, premier livre significatif sur ce sport en France. Écrit en français, il a été traduit en anglais et diffusé en Grande-Bretagne. 
En 1913, Arnaud Massy participe à la première des rencontres entre les États-Unis et la France, que celle-ci remporte.
Sa carrière est interrompue par la Première Guerre mondiale, où il est blessé lors de la bataille de Verdun en 1916. Malgré tout, il reprend la compétition.
Durant les années 1920, il est professionnel au club de La Nivelle (Ciboure), puis à celui de Chantaco (Saint Jean de Luz) quelques kilomètres de là (sans oublier pour autant La Boulie, en région parisienne). Il participe à l'époque à quelques tournois professionnels aux États-Unis, où il parvient notamment à dominer Bobby Jones, le créateur du Masters.
Gaucher à ses débuts, devenu droitier, il dispute son dernier British Open en 1930, à Hoylake. Au décès de son épouse en 1935, il part au Maroc pour devenir professionnel à Marrakech, ainsi que conseiller technique du sultan. 
Il est enterré au cimetière de Newington à Édimbourg. Le 23 février 2013, en présence du consul général de France à Édimbourg et Glasgow et de François Illouz, vice-président de la Fédération française de golf, un hommage lui est rendu localement avec une nouvelle stèle en son nom à l'endroit où il repose, avec sa femme et l'une de ses trois filles, après avoir vécu ses dernières années sur le sol français.

## Victoires importantes
- Victoire française contre les États-Unis, en 1913
- Jeux interalliés : 1919 en individuel (devant son compatriote Daugé, à La Boulie le 12 juillet)[4]
- Jeux interalliés : 1919 par équipe, face aux Américains
- Open de France : 1906, 1907, 1911, 1925
- Champion de France professionnel de golf à La Boulie, en mai 1914
- Open britannique : 1907 (à Hoylake, au Royal Liverpool Golf Club, sous des pluies intenses et par grand vent, premier étranger et premier européen continental à remporter l'épreuve insulaire)
- Open de Belgique : 1910
- Open d'Espagne : 1912
- Omnium de France : 1926
  - vice-champion de France en 1910 (derrière l'anglais Braid)
  - 4e des Championnats de France en 1913 (et premier français, derrière trois anglais)[5]
  - 5e du British Open en 1905, à Saint-Andrews
  - 6e du British Open en 1906, à Saint-Andrews

## Liens externes

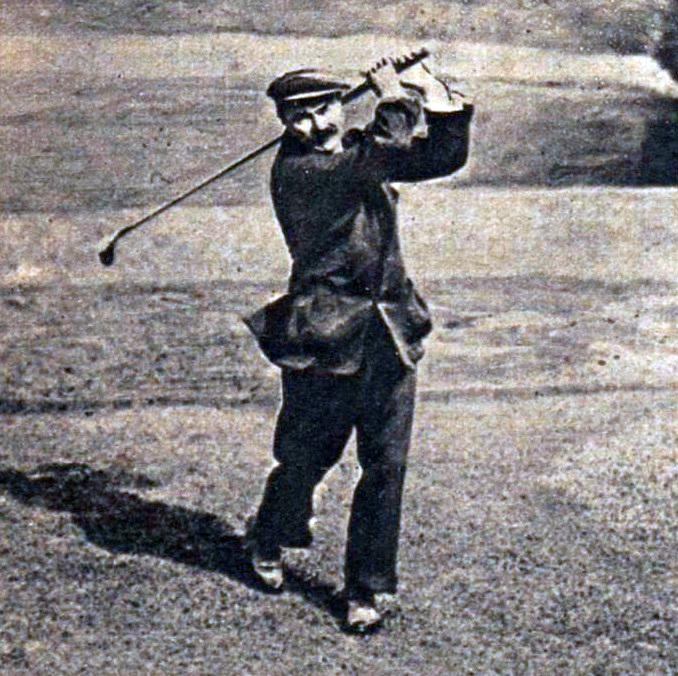
Arnaud Massy en 1920.